# Philotermes werneri
Philotermes werneri är en skalbaggsart som beskrevs av Charles Hamilton Seevers 1957. Philotermes werneri ingår i släktet Philotermes och familjen kortvingar. Inga underarter finns listade i Catalogue of Life.